# ソレダル
- ソレダール[1]

ソレダル（ウクライナ語: Соледа́р,  発音）は、ウクライナ東部ドネツィク州（オーブラスチ）のバフムート地区の市である。市名は両ウクライナ語およびロシア語で「塩の贈り物」と訳される。人口は2021年推計で10,692人。

## 歴史
17世紀後期中、ドン・コサック軍がドンバス地域に定住した。
1881年、最初の岩塩坑が村の近隣に設立され、数年後にはその他の岩塩坑が現れた。
1965年、集落はカール・リープクネヒトの名に由来したKarlo-Libknekhtovsk町となった。1991年7月にはソレダルへ改名された。
1989年の人口は12,305人であった。2001年の人口は13,151人である。
2022年ウクライナ戦争ではロシア軍による攻撃を受け激戦地となり、年が明けても戦闘が続いた（ソレダルの戦い）。
2023年1月16日、ロシア軍はソレダルを占領したことを発表。その後、ウクライナ軍もソレダルから軍を撤退させたことを発表している。

## 交通
鉄道駅

## 産業
欧州最大規模の製塩所を有しており、ウクライナの国内生産量の9割以上を占めていた。ウクライナがソレダルの支配を喪失して以降、ウクライナは塩の純輸出国から輸入国に転落する一方、ロシアは国内生産量を1割以上増やし、塩の輸出国に転じている。

## 言語による人口統計
2001年ウクライナ国勢調査時の母語の割合:
- ロシア語 - 88.6%
- ウクライナ語 - 11.1%
- アルメニア語 - 0.1%
- ベラルーシ語 - 0.1%

## ギャラリー

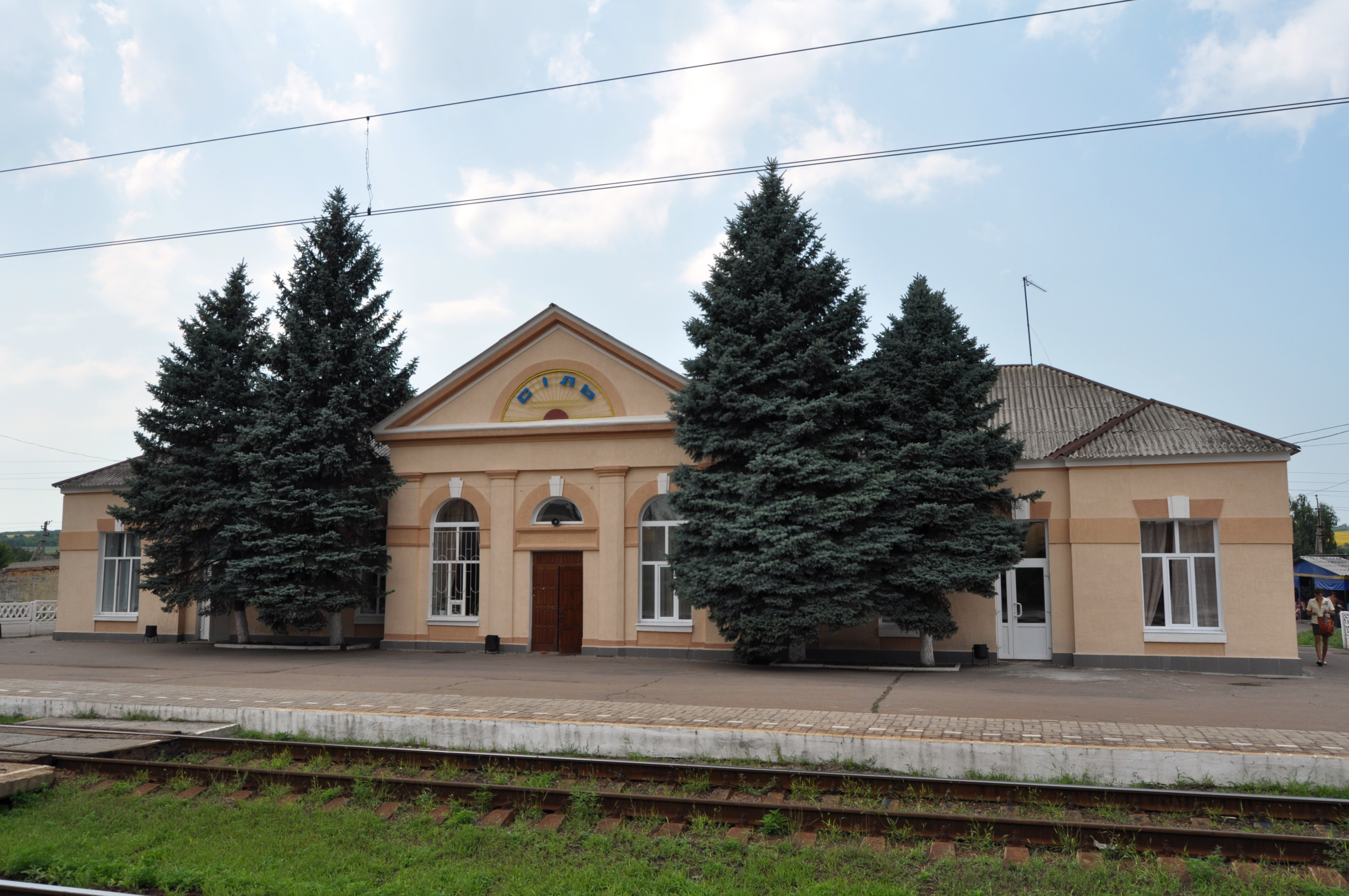
シル駅
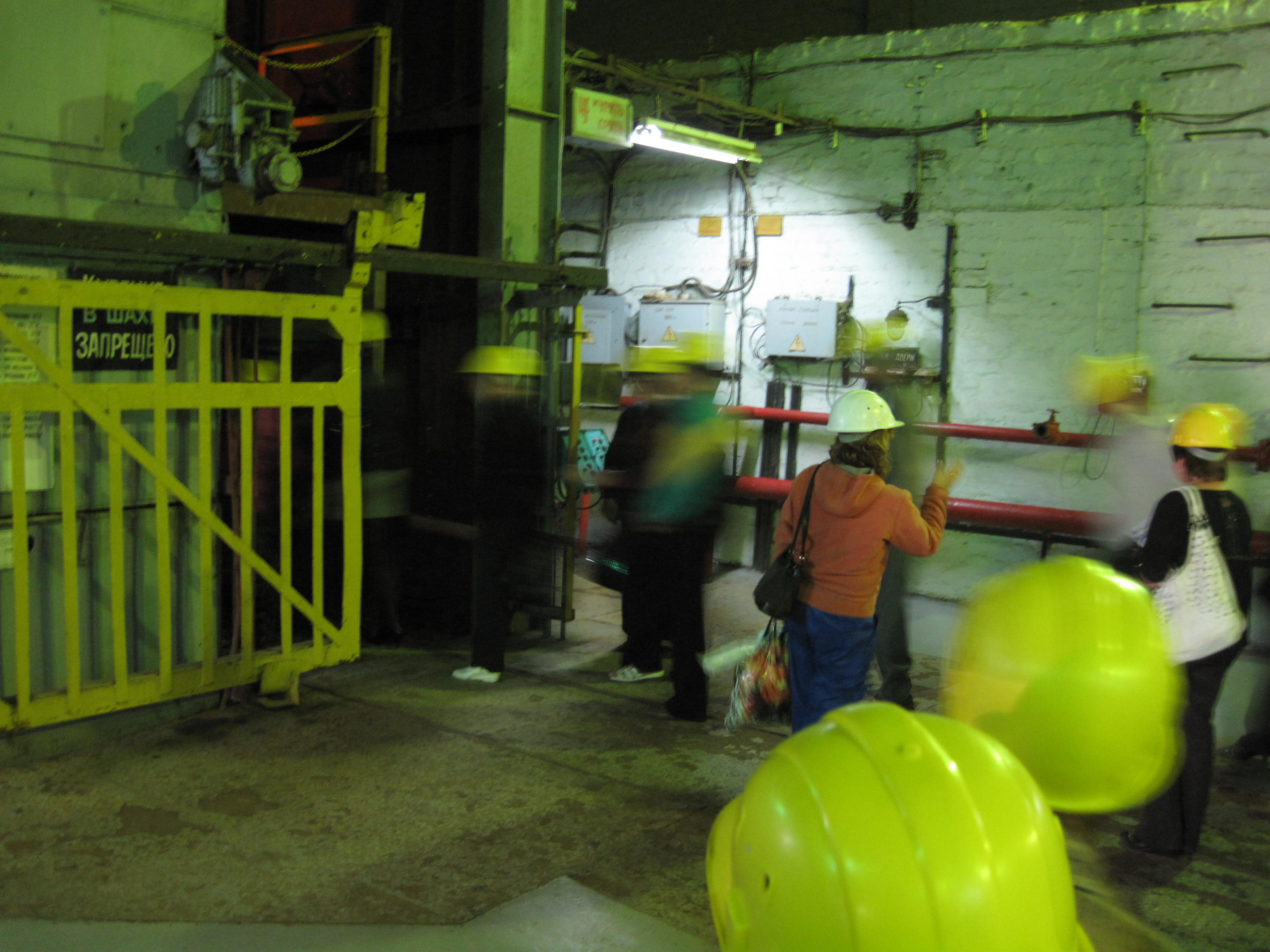
岩塩坑入口
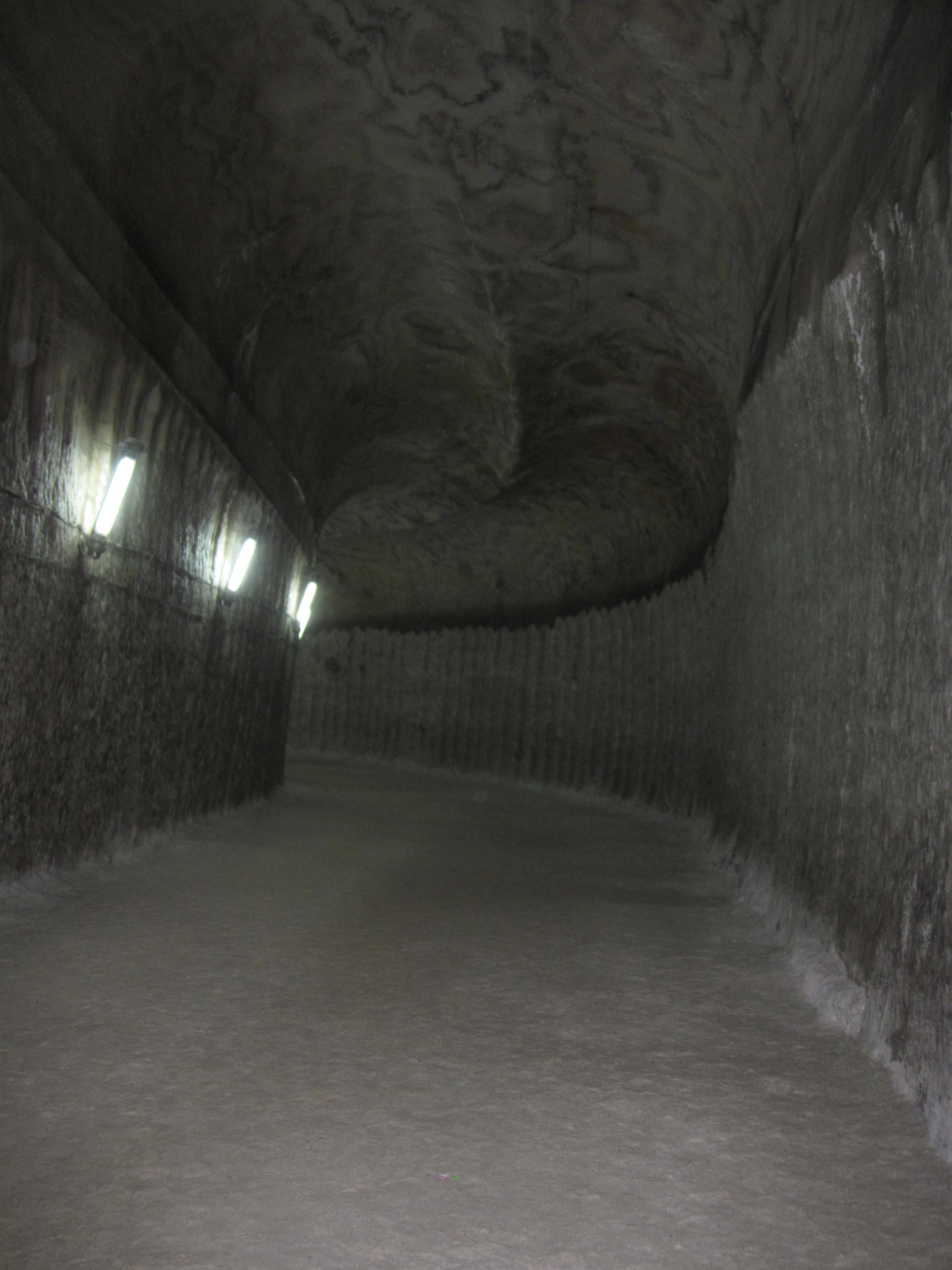
岩塩坑内
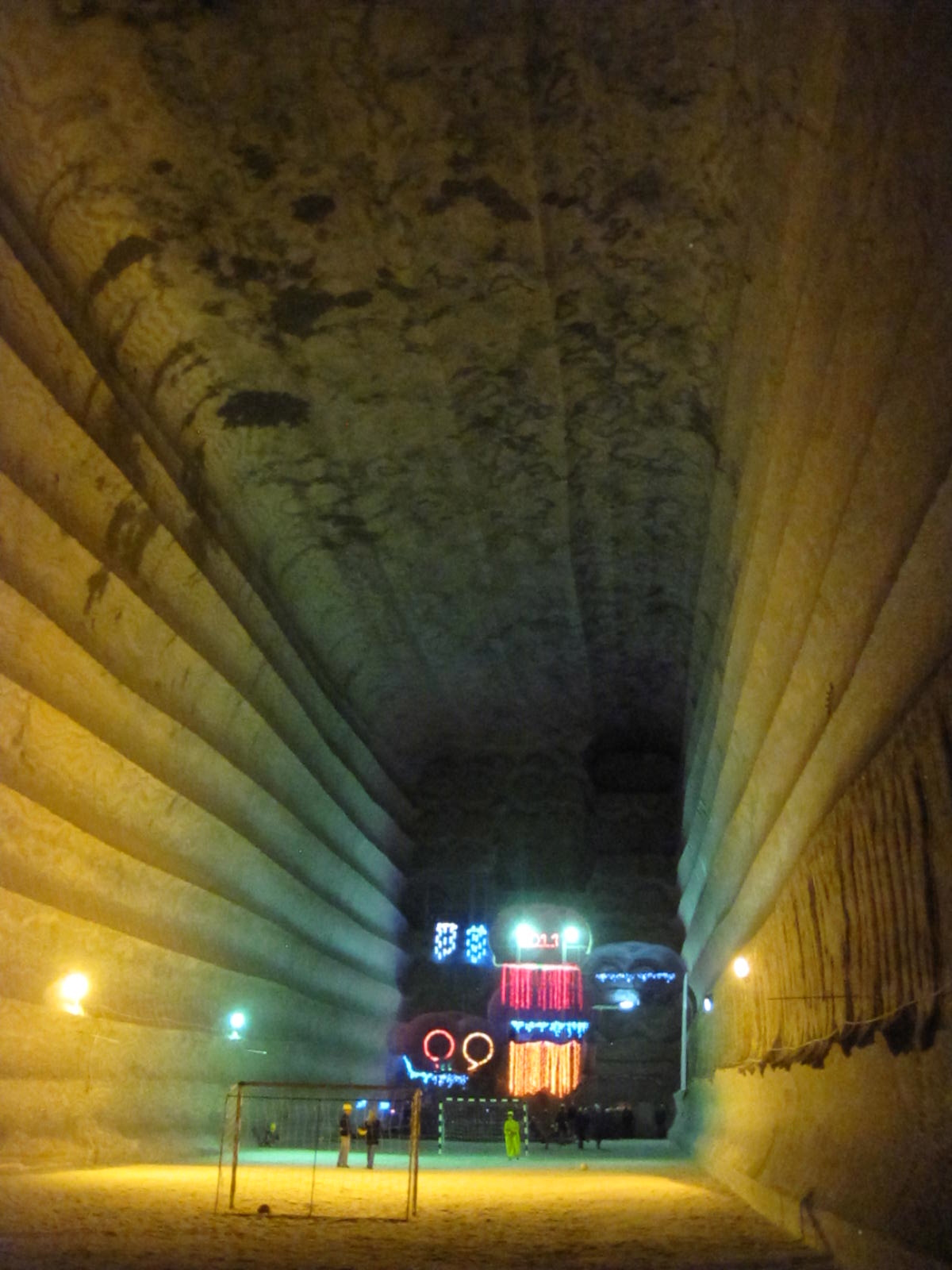
ソルダル岩塩坑の地下サッカー場とコンサート・ホール